# Livre libanaise
Pour les articles homonymes, voir Livre.
La livre libanaise (en arabe : ليرة لبنانية, līra Libnāniyya ; symbole monétaire : ل.ل. ; code ISO 4217 : LBP) est la devise et l'unité de compte officielle du Liban. En français, on utilise l'abréviation LL.

## Historique

### Création

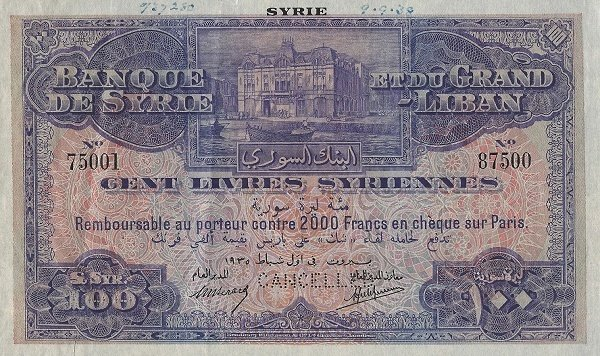
Billet de 100 livres (1935) de la Banque de Syrie et du Grand-Liban.

La livre ottomane est utilisée au Liban jusqu’à la Première Guerre mondiale. En 1918, la livre égyptienne est utilisée après la chute de l’Empire ottoman.
Sous le mandat français en Syrie et au Liban, à partir de 1920, est créée la livre libano-syrienne, qui est arrimée au franc français d'avant 1914 (franc-or), par un taux de change fixe, qui est de 1 LLS = 4 francs. Le franc étant dévalué de 80 % en 1928 (franc Poincaré), le taux passe à 1 livre pour 20 francs. Les premiers billets sont émis par la Banque de Syrie et du Liban et gravés puis imprimés à Londres par Bradbury Wilkinson and Company. Les pièces, multiples de la livre, sont en piastres (en arabe, qirsh).

### Évolution de 1924 à 1976

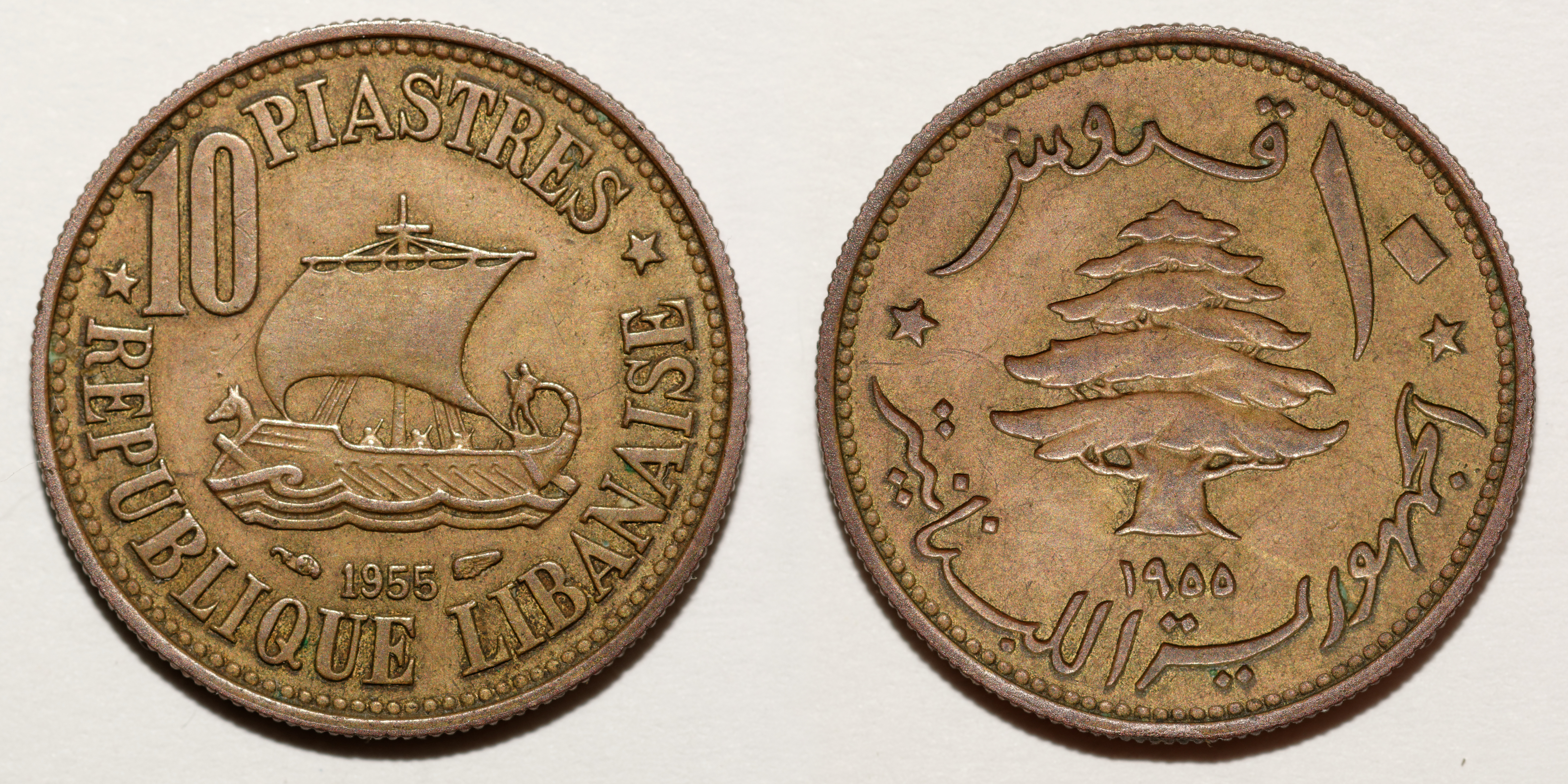
Pièce de 10 piastres (1955) en cupro-nickel.

En 1924 et 1925 le Liban se met à émettre ses propres pièces et billets, puis sépare sa devise, officiellement en 1948, de celle de la Syrie. Jusqu’en 1949, la livre libanaise est liée au franc français, excepté pendant la Seconde Guerre mondiale où elle est indexée sur la livre sterling au taux de 1 £ = 8,83 LL.
En 1963, la Banque du Liban récupère le privilège d'émission fiduciaire. Dans les années 1950 et 1960, c'est une monnaie stable et forte. La comptabilité se fait en livre, mais surtout en piastres, multiple de la livre.  À la fin des années 1950, le pays est qualifié de « Suisse du Moyen-Orient » par la presse financière.
À la veille de la guerre de 1975-1990, un dollar américain valait en moyenne trois livres libanaises ; il fallait 1,75 franc français pour faire une livre libanaise.

### Début duXXIesiècle
En août 2010, un euro valait près de 1 965 livres.
La valeur de la livre libanaise est aujourd'hui ancrée à celle du dollar, au taux officiel d'un dollar pour 1 507,5 livres. Depuis les problèmes politiques et économiques de fin 2018, les retraits en dollars américain auprès de l'ensemble des banques sont limités et très difficiles. De ce fait, les commerçants acceptent difficilement le dollar et pratiquent souvent un taux de change bien supérieur au taux de change officiel quand le prix est affiché en dollar et le règlement effectué en livre libanaise. De fait, le taux de change au Liban, fin 2019 est devenu supérieur à un dollar pour 2 000 livres. Au 23 avril 2020, un dollar vaut 3 800 LL. Deux mois plus tard, au 25 juin 2020, un dollar s'échange désormais à plus de 7 000 LL au marché noir. Le marché noir a en effet considérablement augmenté du fait des restrictions de l'accès aux devises étrangères dans les canaux officiels : les banques ne délivrent plus de dollars (et ne permettent même plus d'utiliser les cartes bancaires pour payer des produits ou services en dehors du Liban), et les agents de change dûment agrémentés ont du imposer un rationnement strict de l'accès au dollar.
La journaliste Doha Chams précise à cet égard que « pour nombre de Libanais, cette quête de billet verts est un révélateur de leur statut social. Percevoir son salaire en devise étrangère, c'est la garantie d'un enrichissement ou, du moins, d'un maintien de son train de vie. À l'inverse, être payé en livres libanaises, comme c'est le cas pour nombre de fonctionnaires et d'agents du service public, c'est avoir les yeux rivés sur les abysses dans lesquelles plonge la monnaie nationale ».

## Billets et pièces courants

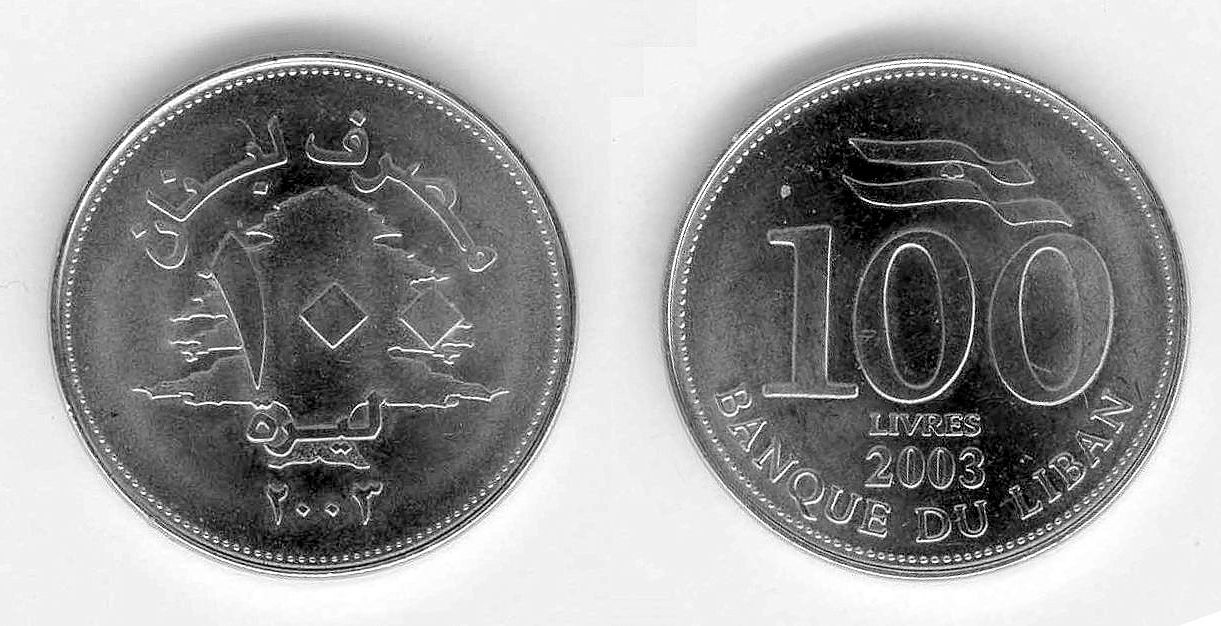
Pièce de 100 livres libanaises (2003).

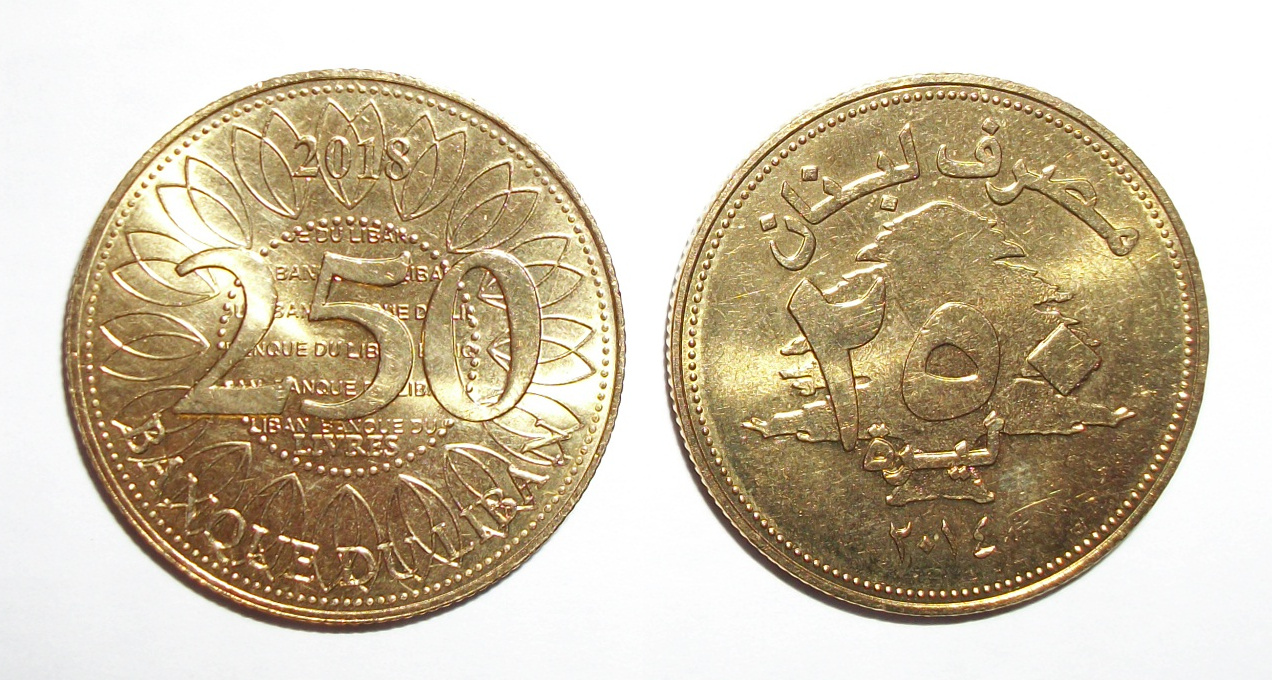
Pièce de 250 livres libanaises (2018).

La livre libanaise est la monnaie principalement utilisée au Liban, mais le dollar américain est très facilement échangé dans le pays, et considéré comme une deuxième monnaie.
Les valeurs faciales des billets sont : 1 000, 5 000, 10 000, 20 000, 50 000 et 100 000 LL.
Les valeurs faciales des pièces sont de 25, 50, 100, 250 et 500 LL.
En novembre 2013, la Banque du Liban émet un billet de 50 000 livres comprenant plusieurs erreurs dont une virgule en lieu et place de l'espace dans la valeur en chiffres (50,000 au lieu de 50 000) mais surtout une faute d'orthographe dans le mot « indépendance » écrit à l'anglaise (independence). le gouverneur de la Banque du Liban, Riad Salamé, indique aux médias que c'est l'imprimerie britannique De La Rue, à qui était confiée l'impression des billets, qui a commis ces erreurs. La Banque du Liban a décidé de ne pas retirer ce billet erroné, émis en seulement 50 000 exemplaires en commémoration de l'indépendance du pays 70 ans auparavant.